# Nasavský domácí řád zlatého lva
Nasavský domácí řád zlatého lva (francouzsky Ordre du Lion d'Or de la Maison de Nassau, nizozemsky Huisorde van de Gouden Leeuw van Nassau) je rytířský řád udělovaný dvěma větvemi (ottonská a walramská) nasavské dynastie, která vládne v Nizozemsku a Lucembursku.
Pro walramskou větev Nasavských je to nejvyšší lucemburské vyznamenání, které je udělováno velkovévodou hlavám cizích států za zásluhy o Lucembursko. I když tato větev fakticky vymřela po meči roku 1912 a de facto se jedná o dynastii Bourbon-Parma, de iure je podle zákona považována za větev nasavského rodu.
Ottonská linie (po genealogické stránce je dynastie Ottonské linie vymřelá, ale nizozemská ústava označuje rod Oranžsko-nasavský jako vládnoucí), která vládne v Nizozemí, tento řád má jakožto "domácí řád", který je udělován jako osobní dar královny, která jeho udělení nemusí konzultovat s vládou, a uděluje jej za zásluhy o dynastii.
Řád byl založen roku 1858 Vilémem III., který byl nizozemským králem a velkovévodou lucemburským. Řád měl původně jednu třídu a měl být sdílen mezi Vilémem III. a Adolfem, který byl tehdy vévodou z Nasavska. V roce 1878 Vilém III. řádové třídy rozšířil o stupně velkokříž, velkodůstojník, důstojník, rytíř a roku 1882 přidal nejnižší stupeň komandér. Nicméně Adolf, který byl také velmistrem řádu, odmítl tyto změny uznat a udílet je. 
Po smrti Viléma III. roku 1890 se vzhledem k aplikaci salického práva stal velkovévodou v Lucembursku právě Adolf, který roku 1866 přišel o Nasavsko. V Nizozemí se vlády ujala Vilémova dcera Vilemína. Roku 1905 se před svou smrtí Adolf dohodl s Vilemínou, že řád bude mít opět jenom jednu třídu a dva velmistry.
V současné době jsou spojenými velmistry řádu velkovévoda Henri a král Vilém-Alexandr, přičemž řád je udílen pouze při výjimečných příležitostech a také je udělován plnoletým synům a bratrům obou panovníků.
Odznakem řádu je bílý emailovaný maltézský kříž, mezi jehož rameny jsou zlatá písmena N a uprostřed je modrý medailon se zlatým lvem z rodinného erbu.Heslo řádu je "JE MAINTIENDRAI".